# Fédération internationale de football pour paralytiques cérébraux
La Fédération internationale de football pour paralytiques cérébraux, officiellement en anglais International Federation of Cerebral Palsy Football (IFCPF) est une association sportive internationale qui fédère une cinquantaine de fédérations nationales de football à 7 (ou CP football) du monde entier.
Discipline handisport pour les paralysés cérébraux, l'IFCPF est affiliée à l'Association internationale du sport et des loisirs des paralysés cérébraux (CPISRA). Elle est également partie prenante de l'Agence mondiale antidopage.
Le football à 7 est devenue un sport officiel des Jeux paralympiques lors des jeux paralympiques de New York en 1984. Cependant, l'épreuve n'apparait plus au programme à partir de 2020, notamment pour des raisons de logistique et de déséquilibre du quota hommes/femmes (seul le tournoi masculin était organisé).

## Histoire
La gouvernance du sport du CP football était auparavant géré par la CPISRA fondée en 1978. La première compétition internationale de football CP a eu lieu à Édimbourg, en Écosse, en 1978 lors de la troisième édition des Jeux internationaux pour paralytiques cérébraux. 
En 1982, les premiers championnats du monde ont eu lieu aux Jeux mondiaux de la CPISRA au Danemark et les premiers championnats régionaux ont eu lieu à Glasgow, en Écosse, en 1985.
En octobre 2010, l'assemblée générale de la CPISRA a adopté une motion pour que le football CP devienne un sport indépendant. En janvier 2015, une fédération autonome est créée pour gérer la gouvernance du CP Football.
La IFCPF organise tous les quatre ans son championnat du monde en alternance avec les Jeux paralympiques.

## Classification
Les sportifs participant au football CP souffrent de trois types de déficience qui sont le plus souvent associés à des personnes ayant une déficience neurologique, avec une déficience du contrôle moteur de nature cérébrale, entraînant une limitation d'activité permanente et vérifiable.
- L'hypertonie est une condition caractérisée par une augmentation anormale de la tension musculaire et une capacité réduite d'un muscle à s'étirer
- L'ataxie est un signe et un symptôme neurologique qui consiste en un manque de coordination des mouvements musculaires
- L'athétose se caractérise généralement par des mouvements involontaires déséquilibrés dus à des changements constants du tonus musculaire et à une difficulté à maintenir une posture symétrique

Une classe sportive est une catégorie qui regroupe les athlètes en fonction de l'impact de leur déficience sur les performances dans leur sport, et CP Football comprend 3 classes, appelées FT1, FT2 et FT3. Le CP Football étant un sport d'équipe, la classification vise à garantir l'équité en ce qui concerne l'impact de la déficience entre les deux équipes.
Afin d'assurer un jeu équitable entre deux équipes, chaque équipe (sept joueurs) doit avoir un joueur FT1 sur le terrain à tout moment et n'est pas autorisée à avoir plus d'un joueur FT3 sur le terrain.

## Associations membres
Le classement international comprend également d'autres nations qui ont pu participer aux Jeux paralympiques.
| Afrique                                                                            | Amériques | Asie/Océanie | Europe |                        |
| Membres à part entière                                                             | Membres à part entière | Membres à part entière | Membres à part entière | Membres à part entière |
| ---------------------------------------------------------------------------------- | --- | --- | --- | ---------------------- |
| - Afrique du Sud - Algérie - Cap-Vert - Égypte - Ghana - Kenya - Nigeria - Tunisie | - Argentine - Brésil - Canada - Chili - Colombie - Équateur - États-Unis - Nicaragua - Pérou - Trinité-et-Tobago - Venezuela | - Australie - Bangladesh - Inde - Iran - Japon - Jordanie - Kazakhstan - Kirghizistan - Malaisie - Philippines - Singapour - Corée du Sud - Sri Lanka - Thaïlande | - Allemagne - Angleterre - Autriche - Belgique - Danemark - Écosse - Finlande - Géorgie - Irlande - Irlande du Nord - Italie - Norvège - Pays-Bas - Pays de Galles - Portugal - Russie - Espagne - Ukraine |                        |